# Seslav, Razgrad
Seslav (în bulgară Сеслав) este un sat în comuna Kubrat, regiunea Razgrad,  Bulgaria. 

## Demografie
Componența etnică a satului Seslav
     Turci (43,6%)
     Nicio identificare (2,21%)
     Bulgari (7,04%)
     Romi (47,12%)
La recensământul din 2011, populația satului Seslav era de 766 locuitori. Nu există o etnie majoritară, locuitorii fiind romi (47,12%), turci (43,6%) și bulgari (7,04%). Pentru 2,21% din locuitori nu este cunoscută apartenența etnică.